# Тракийски конник
Тракийският конник е тракийско божество и/или герой, най-често наричано само Херос. Почитан е в множество тракийски светилища от римската епоха (I – III век сл. Хр.). Представян е в ловни сцени или просто в движение. В по-сложните сцени конникът може да се движи към олтар, до който има дърво с увиваща се в клоните му змия. До олтара понякога е изобразена жена (жени) и/или жертвени животни. Понякога конникът е съпътстван от куче или помощник.
Образът на конника се среща върху различни артефакти в предримската епоха, но не по-рано от елинистичния период. Образът на царя-конник (или бог-конник) украсява апликации за конска амуниция (Летнишкото съкровище, Луковитското съкровище), съдове, пръстени. Повечето от тези предмети са от скъпоценни метали и се свързват с царската идеология или тракийските култове (мистерии).
Иконографията на образа претърпява развитие и навлиза в християнското изкуство, в което като конници-воини се изобразяват светците Георги, Димитър и Мина. В наши дни в православния свят особено популярни са изображенията на св. Георги Победоносец и свети Димитър.
Изображение на конник-воин е изсечено в скалите на Мадарското плато, близо до днешното село Мадара в България. Този скален релеф се намира на около 23 метра височина от основата на скалите и представлява конник, пронизващ с копие лъв, следван от куче. Около конника има запазени прабългарски надписи на гръцки език.
Някои изследователи свързват Мадарския конник с тракийската изобразителна традиция. Други смятат прабългарския му произход за безспорен, понеже има изобразено стреме.